# Birmingham Bulls (1976–1981)
Birmingham Bulls var en professionell ishockeyklubb i Birmingham, Alabama, som spelade i World Hockey Association från 1976 till 1979.

## Historia
Efter problemen laget hade i Kanada som Toronto Toros hoppades man på att det nya laget skulle gå bättre i södra USA. Bulls satsade på många unga spelare och laget fick smeknamnet "Baby Bulls". Bland de unga spelare som representerade Bulls fanns några som senare skulle gå vidare och bli stjärnor i NHL, bland annat Rob Ramage, Craig Hartsburg, Rick Vaive, Ken Linseman och Michel Goulet.
Med det orutinerade manskapet tog sig laget till slutspel endast en säsong. Laget var tillsammans med Cincinnati Stingers de två kvarvarande WHA-lag som inte gick upp i NHL när ligan upphörde efter säsongen 1978–79. 
Efter att WHA lagts ner, och Birmingham Bulls inte kom med i NHL, beslöt ägaren att låta laget gå med i farmarligan Central Hockey League. Några av de gamla WHA-spelarna fortsatte att spela för detta lag, men efter en och en halv säsong lades laget ner mitt under säsongen 1980–81.